# Glycosmis macrophylla
Glycosmis macrophylla är en vinruteväxtart som först beskrevs av Carl Ludwig von Blume, och fick sitt nu gällande namn av Friedrich Anton Wilhelm Miquel. Glycosmis macrophylla ingår i släktet Glycosmis och familjen vinruteväxter.

## Underarter
Arten delas in i följande underarter:
- G. m. australiensis
- G. m. microphylla